# Система предупреждения о ракетном нападении
Система предупреждения о ракетном нападении (СПРН) — комплекс специальных технических средств обнаружения запуска баллистических ракет, вычисления их траектории и передачи в командный центр информации, на основе которой фиксируется факт нападения на государство с применением ракетного оружия и принимается оперативное решение об ответных действиях. В дежурном режиме СПРН обеспечивает инструментальную разведку параметров ракет вероятных противников при проведении ими испытательных и учебно-боевых пусков. Состоит из двух эшелонов — наземные РЛС и орбитальная группировка ИСЗ.

## История создания
Разработка и принятие на вооружение в 1950-х годах межконтинентальных баллистических ракет (МБР) привели к необходимости создания средств обнаружения их запуска, чтобы исключить возможность внезапного нападения.
Советский Союз приступил к созданию системы предупреждения о ракетном нападении в середине 1950-х годов. Первые РЛС раннего предупреждения были развёрнуты в конце 1960-х — начале 1970-х. Основной их задачей было предоставление информации о ракетном нападении для систем ПРО, а не обеспечение возможности ответно-встречного удара. Надгоризонтные РЛС фиксировали ракеты после их появления из-за местного горизонта, загоризонтные «заглядывали» за горизонт, используя отражения радиоволн от ионосферы. Но предельная достижимая мощность таких станций и несовершенство технических средств обработки получаемой информации ограничивали дальность обнаружения двумя-тремя тысячами километров, что соответствовало времени оповещения 10—15 минут до подлёта к территории СССР.
В 1960-х годах РЛС дальнего обнаружения типа AN/FPS-49 (разработка Д. К. Бартона) американской системы предупреждения о ракетном нападении «Бимьюс» были установлены на Аляске, в Гренландии и Великобритании. Они заменены на новые только спустя 40 лет службы.
18 января 1972 года вышло Постановление ЦК КПСС и Совета Министров СССР о создании интегрированной системы предупреждения о ракетном нападении, объединяющей наземные радиолокационные станции и космические средства. Она должна была обеспечить реализацию ответно-встречного удара. Для достижения максимального времени предупреждения предполагалось использовать специальные спутники и загоризонтные РЛС, позволяющие обнаружить МБР на активном участке полёта. Обнаружение боевых частей ракет на поздних участках баллистической траектории предусматривалось с помощью надгоризонтных РЛС. Такое разделение значительно повышает надёжность системы и снижает вероятность ошибок, так как для обнаружения ракетного нападения используются разные физические принципы: регистрация инфракрасного излучения работающего двигателя стартующей МБР спутниковыми датчиками и регистрация отражённого радиосигнала с помощью РЛС.

## Система предупреждения о ракетном нападении в СССР

### Наземный эшелон
Работы по созданию РЛС дальнего обнаружения (РЛС ДО) начались после принятия в 1954 году решения Правительства СССР о разработке системы противоракетной обороны Москвы. Её важнейшими элементами должны были стать станции для обнаружения запуска и высокоточного определения траекторий ракет противника на расстоянии нескольких тысяч километров. В 1956 году Постановлением ЦК КПСС и СМ СССР «О противоракетной обороне» А. Л. Минц был назначен одним из главных конструкторов РЛС ДО, и в том же году в Сары-Шагане (Казахская ССР) начались исследования отражающих параметров головных частей БР, запускаемых с полигона Капустин Яр (Астраханская область).
Строительство первых РЛС раннего предупреждения велось в 1965—1969 годах. Это были две РЛС типа «Днестр-М», размещённые на ОРТУ в Оленегорске (Кольский полуостров) и Скрунде (Латвийская ССР). 25 августа 1970 года система была принята на вооружение. Она была рассчитана на обнаружение баллистических ракет, запускаемых с территории США или из акваторий Норвежского и Северного морей. Основной задачей системы на данном этапе было предоставление информации о ракетном нападении для системы ПРО, разворачиваемой вокруг Москвы.
Одновременно проводилась модернизация части станций СККП на ОРТУ «Мишелёвка» (Иркутская область) и «Балхаш-9» (Казахская ССР), а в районе Солнечногорска (Московская область) был создан Главный центр предупреждения о ракетном нападении (ГЦ ПРН). Между ОРТУ и ГЦ ПРН прокладывались специальные линии связи. 15 февраля 1971 года приказом министра обороны СССР отдельная дивизия противоракетного наблюдения заступила на боевое дежурство. Этот день считается началом функционирования советской СПРН.
Принятая в 1972 году концепция системы предупреждения о ракетном нападении предусматривала интеграцию с существующими и вновь создававшимися средствами противоракетной обороны. В рамках этой программы в систему предупреждения были включены РЛС «Дунай-3» (Кубинка) и «Дунай-3У» (Чехов) системы ПРО Москвы. Главным конструктором интегрированной СПРН назначен В. Г. Репин.
В 1974 году введена в эксплуатацию усовершенствованная РЛС типа «Днепр» на Балхаше. В ней были улучшены точность измерения по углу места и работа на нижних углах, увеличены дальность и пропускная способность. По проекту «Днепр» затем была модернизирована РЛС в Оленегорске, а также построены станции в Мишелёвке, Скрунде, Севастополе и Мукачево (Украинская ССР).
Первая очередь интегрированной системы, в состав которой входили ОРТУ в Оленегорске, Скрунде, Балхаше и Мишелёвке, заступила на боевое дежурство 29 октября 1976 года. Вторая очередь, в состав которой входили узлы в Севастополе и Мукачево, заступила на боевое дежурство 16 января 1979 года. Эти станции обеспечили более широкий сектор обзора системы предупреждения, расширив его на Северную Атлантику, районы Тихого и Индийского океана.
В начале 1970-х годов появились новые типы угроз — баллистические ракеты с разделяющимися и активно маневрирующими головными частями, а также стратегические крылатые ракеты, применяющие меры пассивного (ложные цели, радиолокационные ловушки) и активного (постановка помех) противодействия. Обнаружение их также затруднялось технологиями снижения радиолокационной заметности («Стелс»). Для соответствия новым требованиям в 1971—1972 годах был разработан проект РЛС типа «Дарьял». Планировалось построить по периметру СССР до восьми таких станций, постепенно заменяя ими устаревшие.
В 1978 году принят на вооружение модернизированный двухпозиционный радиолокационный комплекс в Оленегорске, созданный на основе действующей РЛС «Днепр» и новой установки «Даугава» — уменьшенной приёмной части проекта «Дарьял». Здесь впервые в стране были использованы крупноапертурные АФАР.
В 1984 году была сдана госкомиссии и заступила на боевое дежурство первая полномасштабная станция типа «Дарьял» в районе города Печора (Республика Коми), через год — вторая станция близ города Габала (Азербайджанская ССР). Обе РЛС были приняты с недоделками и достраивались в процессе работы до 1987 года.
С распадом СССР планы по вводу прочих станций «Дарьял» остались нереализованными.

### Космический эшелон
В соответствии с проектом системы предупреждения о ракетном нападении, помимо надгоризонтных и загоризонтных РЛС в неё должен был входить и космический эшелон. Он позволял значительно расширить её возможности за счёт способности обнаруживать баллистические ракеты практически сразу после старта.
Головным разработчиком космического эшелона системы предупреждения был ЦНИИ «Комета», а за разработку космических аппаратов отвечало КБ им. Лавочкина.
К 1979 году была развёрнута космическая система раннего обнаружения стартов МБР из четырёх космических аппаратов (КА) УС-К (система «Око») на высокоэллиптических орбитах. Для приёма, обработки информации и управления космическими аппаратами системы в Серпухове-15 (70 км от Москвы) был построен командный пункт СПРН. После проведения лётно-конструкторских испытаний система первого поколения УС-К была принята на вооружение в 1982 году. Она предназначалась для наблюдения за континентальными ракетоопасными районами США. Для уменьшения засветки фоновым излучением Земли и отражениями солнечного света от облаков спутники вели наблюдение не вертикально вниз, а под углом. Для этого апогеи высокоэллиптической орбиты были расположены над Атлантическим и Тихим океанами. Дополнительным преимуществом такой конфигурации была возможность наблюдать за районами базирования американских МБР на обоих суточных витках, поддерживая при этом прямую радиосвязь с командным пунктом под Москвой, либо с Дальним Востоком. Такая конфигурация обеспечивала условия для наблюдения примерно 6 часов в сутки для одного спутника. Чтобы обеспечить круглосуточное наблюдение, необходимо было иметь на орбите не менее четырёх космических аппаратов одновременно. Для обеспечения надёжности и достоверности наблюдений в состав группировки должны были входить девять спутников — это позволяло иметь резерв на случай преждевременного выхода спутников из строя, а также вести наблюдение одновременно двумя либо тремя КА, что снижало вероятность выдачи ложного сигнала от засветки регистрирующей аппаратуры прямым или отражённым от облаков солнечным светом. Такая конфигурация из 9 спутников была впервые создана в 1987 году.
В дополнение с 1984 года на геостационарной орбите размещался один КА УС-КС (система «Око-С»). Он представлял собой тот же базовый спутник, несколько модифицированный для работы на геостационарной орбите.
Эти спутники помещались в точку стояния на 24° западной долготы, обеспечивая наблюдение за центральной частью территории США на краю видимого диска Земли. Спутники на геостационарной орбите обладают существенным преимуществом — они не изменяют свою позицию относительно Земли и могут обеспечить постоянную поддержку группировке спутников на высокоэллиптических орбитах.
Увеличение числа ракетоопасных районов потребовало обеспечить обнаружение стартов БР не только с континентальной территории США, но и из остальных районов земного шара. В связи с этим ЦНИИ «Комета» приступил к разработке системы второго поколения для обнаружения стартов БР с континентов, морей и океанов, которая являлась логическим продолжением системы «Око». Её отличительной особенностью, помимо размещения спутника на геостационарной орбите, стало применение вертикального наблюдения за стартом ракет на фоне земной поверхности. Такое решение позволяет не только регистрировать факт пуска ракет, но и определять азимут их полёта.
Развёртывание системы УС-КМО («Око-1») началось в феврале 1991 года запуском космического аппарата второго поколения. В 1996 году система УС-КМО с КА на геостационарной орбите была принята на вооружение.

## Система предупреждения о ракетном нападении в России
Российская система предупреждения о ракетном нападении (СПРН), прошедшая усовершенствование, завершила государственные испытания в конце 2020 года. В усовершенствованную систему СПРН входит сеть наземных надгоризонтных радиолокационных станций «Воронеж» и Единая космическая система обнаружения и боевого управления (ЕКС) «Купол», в которую входят спутники слежения «Тундра».
На сегодняшний день станции «Воронеж» контролируют все направления вероятных пусков баллистических и крылатых ракет. Станции находятся в Ленинградской, Калининградской, Иркутской, Оренбургской областях, в Алтайском, Краснодарском и Красноярском краях. Две новых станции строят под Мурманском и Воркутой, ещё одну планируется построить в Крыму.
В ЕКС «Купол» на сегодняшний день входит четыре спутника «Тундра», однако до 2024 года она должна быть доведена до 10 космических аппаратов. 
По состоянию на 23 октября 2007 года, орбитальная группировка СПРН состояла из трёх спутников — 1 УС-КМО на геостационарной орбите (Космос-2379 выведен на орбиту 24.08.2001) и 2 УС-КС на высокоэллиптической орбите (Космос-2422 выведен на орбиту 21.07.2006. Космос-2430 выведен на орбиту 23.10.2007).
27 июня 2008 года был запущен Космос-2440.
Для обеспечения решения задач обнаружения стартов БР и доведения команд боевого управления СЯС (Стратегическим ядерным силам) предполагалось на базе систем УС-К и УС-КМО создание Единой космической системы (ЕКС).
В рамках госпрограммы развития вооружений проводится плановое развёртывание радиолокационных станций высокой заводской готовности (РЛС ВЗГ) семейства «Воронеж» с целью формирования замкнутого радиолокационного поля предупреждения о ракетном нападении на новом технологическом уровне с значительно улучшенными характеристиками и возможностями. На настоящий момент развёрнуты РЛС ВЗГ метрового диапазона в Ленинградской, Оренбургской и Иркутской областях, РЛС ВЗГ дециметрового диапазона в Калининградской области, Краснодарском, Красноярском и Алтайском краях. Планируется ввод в строй новых РЛС ВЗГ в Республике Коми, Амурской и Мурманской областях.
В 2012 году Генеральным конструктором национальной СПРН назначен С. Ф. Боев.

### Станции российской СПРН за рубежом
Азербайджан
Габалинская РЛС «Дарьял» вблизи города Габала эксплуатировалась до конца 2012 года на правах аренды. В 2013 году оборудование демонтировано и вывезено в Россию, строения переданы Азербайджану.
Белоруссия
РЛС «Волга» эксплуатируется на основе российско-белорусского соглашения от 6 января 1995 года, согласно которому узел связи «Вилейка» и РЛС вместе с земельными участками переданы России на 25 лет в безвозмездное пользование. Находится в ведении ВКС.
Казахстан
Строительство РЛС «Дарьял» на стадии готовности 90—95 % было заморожено в 1992 году. В 2003 году была передана Казахстану. В 2010 году в ходе несанкционированного демонтажа здание приёмного центра обрушилось.
РЛС «Днепр» эксплуатировалась до середины 2020 года на правах аренды. 31 июля 2020 года президентом Российской Федерации подписан федеральный закон № 257-ФЗ «О денонсации Соглашения между правительством Российской Федерации и правительством Республики Казахстан об условиях передачи и о порядке дальнейшего использования казахстанского Узла Балхаш в российской системе предупреждения о ракетном нападении».
Латвия
ОРТУ в Скрунде эксплуатировался на правах аренды. В 1994 году по требованию латвийского правительства был заключён двусторонний договор о выводе российских войск. В 1995 году недостроенная приёмная установка РЛС «Дарьял» была снесена, РЛС «Днепр» прекратили работу 31 августа 1998 года и были демонтированы к концу 1999 года.
Украина
С 1992 по 2007 годы действовал российско-украинский договор об использовании РЛС «Днепр» под Севастополем и Мукачевом. Станции обслуживались украинским персоналом, а полученная информация отправлялась в ГЦ ПРН (Солнечногорск). За эту информацию Россия ежегодно перечисляла Украине, по разным данным, от 0,8 до 1,5 млн долларов.
В феврале 2005 года министерство обороны Украины потребовало от России увеличить оплату, но получило отказ. Тогда в сентябре 2005 года Украина начала процесс передачи РЛС в подчинение НКАУ, имея в виду переоформление соглашения в связи с изменением статуса РЛС.
В декабре 2005 года президент Украины Виктор Ющенко сообщил о передаче США пакета предложений относительно сотрудничества в ракетно-космической сфере. После оформления соглашения американские специалисты должны были получить доступ на объекты космической инфраструктуры НКАУ, включая две РЛС «Днепр» в Севастополе и Мукачево. Так как Россия в таком случае не могла бы воспрепятствовать доступу американских специалистов к РЛС, ей пришлось ускоренными темпами разворачивать на своей территории новые РЛС «Воронеж-ДМ» под Армавиром и Калининградом.
В марте 2006 года министр обороны Украины Анатолий Гриценко заявил, что Украина не будет сдавать в аренду США станции предупреждения о ракетном нападении в Мукачево и Севастополе.
В июне 2006 года генеральный директор НКАУ Юрий Алексеев сообщил, что Украина и Россия договорились об увеличении «в полтора раза» платы в 2006 году за обслуживание в интересах российской стороны РЛС в Севастополе и Мукачево.
В феврале 2008 года президентом России был подписан закон «О денонсации соглашения между правительством РФ и правительством Украины о средствах систем предупреждения о ракетном нападении и контроля космического пространства».
26 февраля 2009 года радиолокационные станции в Севастополе и Мукачево прекратили передачу информации в Россию и начали работать исключительно в интересах Украины.
В 2011 году руководство Украины приняло решение разобрать обе станции. Воинские части обслуживания станций были расформированы.

## Китай
В Китае задачи предупреждения о ракетном нападении возложены на 37-ю базу — подразделение военно-космической разведки Сил стратегического обеспечения Народно-освободительной армии Китая (НОАК)..